# Macropsis bifasciata
Macropsis bifasciata är en insektsart som beskrevs av Van Duzee 1889. Macropsis bifasciata ingår i släktet Macropsis och familjen dvärgstritar. Inga underarter finns listade i Catalogue of Life.